# Saagar Shaikh
Saagar Shaikh (Houston, Texas, 29 de noviembre de 1986) es un actor y cineasta estadounidense, conocido por interpretar a Aamir en la serie de televisión de Marvel Studios, Ms. Marvel (2022).

## Biografía
Nació en Houston, Texas de padres pakistaníes. Tras licenciarse en administración y dirección de empresas en la University of Texas at San Antonio, pasó a trabajar como asistente en múltiples empresas cinematográficas. 
Ha aparecido en episodios de Just Giggle It y Average Joe. También ha aparecido en películas como Chávez: Cage of Glory y Welcome to Forever. Fuera de sus papeles de actor, también es copresentador del podcast The Bollywood Boyz. Trabajó junto a Joe Flanders en la serie web de comedia Average Joe. En 2014, lanzó la marca de estilo de vida masculino Beards of Glory. Empezó como un blog y acabó convirtiéndose en una empresa de aceites para barba totalmente naturales.
En 2022 se anunció que aparecería en la serie de Marvel Studios, Ms. Marvel, interpretando a Aamir, hermano de Kamala Khan, así como en la película The Marvels de 2023, junto a Brie Larson, Teyonah Parris e Iman Vellani.